# Joaquín Dicenta

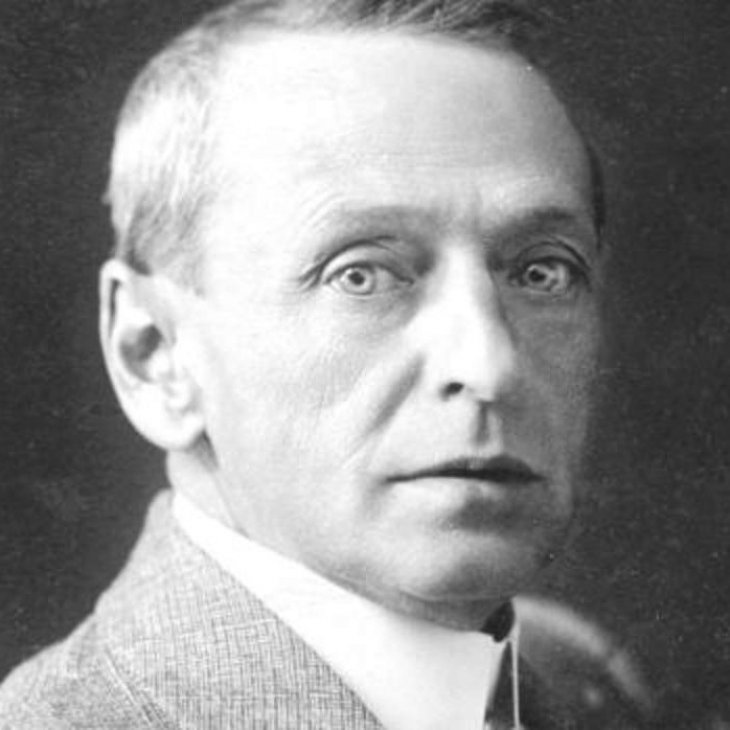
Joaquín Dicenta.

Joaquín Dicenta, född 3 februari 1862, död 21 mars 1917, var en spansk dramatiker.
Dicenta föddes i Aragonien, kom tidigt till Madrid där han tillsammans med andra litterära vänner förde bohemliv och fick sitt första drama, El suicidio de Werther uppfört 1887. I andra dramer talar Dicenta de fattiga och ultraliberalismens sak, varför hans dramer ofta väckte skandal, särskilt Los irresponsables (1892). Dicentas främsta verk är det romantiska dramat Juan José (1895), från radikal synpunkt behandlande sociala spörsmål. Dicenta skrev även spirituella reseskildringar. Hans stil betecknas som españolismo.